# Cross River
Cross River est un État du sud-est du Nigeria. Il tire son nom du principal fleuve qui le traverse.

## Histoire
L'État a été créé le 27 mai 1967 sous le nom d'État du sud-est (en anglais South-Eastern State) après un découpage de l'ancien État de l'est (Eastern State).
La réforme du 3 février 1976 lui donne son nom actuel de Cross River. Le 23 septembre 1987, la partie correspondant à l'État d'Akwa Ibom est extraite pour aboutir aux frontières de l'État actuel.

## Géographie
L'État est bordé à l'Ouest par les États d'Akwa Ibom et d'Ebonyi, au Nord par l'État de Benue, à l'Est par le Cameroun et au Sud par l'océan Atlantique.
| Ebonyi          | Benue           | Nord-Ouest Cameroun |
| Akwa Ibom, Abia | Cross River     | Sud-Ouest Cameroun  |
| Akwa Ibom       | Golfe de Guinée |                     |

Les principales villes, outre la capitale Calabar, sont : Akamkpa, Ikon, Obubra, Odukpani, Ogoja, Okundi, Ugep, Obudu, Obanliku et Akpabuyo.
En 2015, le gouverneur Benedict Ayade a lancé un projet d'autoroute pour relier Calabar à l'État de Benue. Ce projet a rencontré une vive contestation, car il prévoyait la traversée d'environ 115 kilomètres de zones protégées, y compris dans la forêt communautaire d'Ekuri. Face à la mobilisation des habitants et d'associations qui le considèrent comme une menace pour les forêts au Nigeria, le tracé a été modifié en 2017, mais reste sujet à controverse.

## Divisions
L'État de Cross River est divisé en 18 zones de gouvernement local : Abi, Akamkpa, Akpabuyo, Bekwarra, Biase, Boki, Calabar Municipal, Calabar South, Etung, Ikom, Obanliku, Obubra, Obudu, Odukpani, Ogoja, Yakurr et Yala.

## Économie
L'agriculture est la branche la plus importante de l'économie. Elle est divisée entre une agriculture privée de subsistance faite de petites fermes, et les grandes plantations d'État dont la production est destinée à l'exportation. La production concerne principalement le manioc, l'igname, le riz, les bananes, le maïs, le cacao, le caoutchouc, les pommes de terre et les noix de coco. Le gouvernement essaye aussi de promouvoir la pisciculture.

## Culture

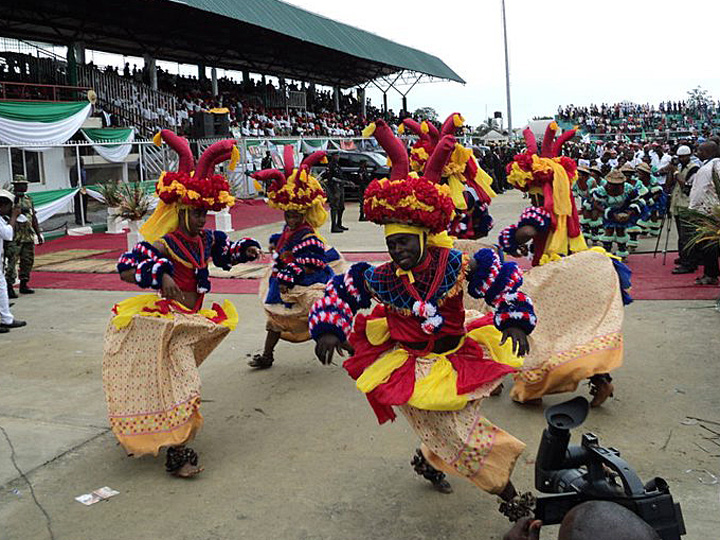
Délégation de l'État de Cross River lors d'un festival culturel.